# Christian Gahlbeck
Christian Gahlbeck (* 1958) ist ein deutscher Historiker.

## Leben
Christian Gahlbeck studierte Geschichte und Germanistik an der Freien Universität Berlin. 1998 promovierte er dort (Zisterzienser und Zisterzienserinnen in der Neumark). Von 2002 bis 2006 war er Projektmitarbeiter am Historischen Institut der Universität Potsdam und Mitherausgeber des Brandenburgischen Klosterbuchs. Seit 2010 ist er wissenschaftlicher Mitarbeiter am Geheimen Staatsarchiv Preußischer Kulturbesitz in Berlin.
Christian Gahlbeck ist Mitglied der Historischen Kommission zu Berlin, der Brandenburgischen Historischen Kommission, der Historischen Kommission für ost- und westpreußische Landesforschung und der Historischen Kommission für Pommern.
Er ist Kreisarchivpfleger im evangelischen Kirchenkreis Berlin-Reinickendorf und Mitglied im Gemeindekirchenrat der evangelischen Kirchengemeinde in Berlin-Waidmannslust.

## Wissenschaftliches Werk
Seine Forschungsschwerpunkte sind mittelalterliche und frühneuzeitliche Landes- und Kirchengeschichte im ostmitteleuropäischen Raum, besonders in der brandenburgischen Neumark und angrenzenden Gebieten.

### Veröffentlichungen (Auswahl)
Monographien
- Zisterzienser und Zisterzienserinnen in der Neumark. Berlin 2002 (Veröffentlichungen des Brandenburgischen Landeshauptarchivs, 47; Dissertation Berlin 1998). 1.280 Seiten; ausgezeichnet mit dem 1. Wissenschaftspreis der Stiftung Ostdeutscher Kulturrat 2000.
- Lagow/Łagów. (= Schlösser und Gärten der Neumark / Zamki i ogrody Nowej Marchii, 6). Berlin 2009. 32 Seiten, mit Dirk Schumann und Übersetzung ins Polnische durch Agnieszka Lindenhayn-Fiedorowicz
- Königin-Luise-Kirche Berlin-Waidmannslust, hg. von der Ev. Kirchengemeinde Berlin-Waidmannslust. Karlsruhe 2013 . 28 Seiten

Archivführer als Bearbeiter
- Archivführer zur Geschichte des Memelgebiets und der deutsch-litauischen Beziehungen. Bearbeitet von Christian Gahlbeck und Vacys Vaivada, herausgegeben von Joachim Tauber und Tobias Weger. München 2006 (Schriften des Bundesinstituts für Kultur und Geschichte der Deutschen im östlichen Europa, 27),
- Archivführer zur Geschichte Ostbrandenburgs bis 1945. Bearbeitet von Christian Gahlbeck in Verbindung mit dem Brandenburgischen Landeshauptarchiv. München 2007 (Schriften des Bundesinstituts für Kultur und Geschichte der Deutschen im östlichen Europa, 31). 864 S.

Herausgeber 
- Brandenburgisches Klosterbuch. Handbuch der Klöster, Stifte und Kommenden bis zur Mitte des 16. Jahrhunderts. Herausgegeben von Heinz-Dieter Heimann, Klaus Neitmann, Winfried Schich mit Martin Bauch, Ellen Franke, Christian Gahlbeck, Christian Popp und Peter Riedel. 2 Bände, Berlin 2007 (Brandenburgische Historische Studien, 14).
- Regionalität und Transfergeschichte. Ritterordenskommenden der Templer und Johanniterim nordöstlichen Deutschland und in Polen. als Herausgeber mit Heinz-Dieter Heimann und Dirk Schumann. Berlin 2014 (Studien zur brandenburgischen und vergleichenden Landesgeschichte,9; Studien der LGV, N.F. 4).

Editionen als Bearbeiter 
- Die Beziehungen Herzog Albrechts in Preußen zu Ungarn, Böhmen und Schlesien (1525–1528). Regesten aus dem Herzoglichen Briefarchiv und den Ostpreußischen Folianten. Berlin 2017 (Veröffentlichungen aus den Archiven Preußischer Kulturbesitz, 73), als Bearbeiter
- Liv-, est- und kurländisches Urkundenbuch nebst Regesten. Herausgegeben von Matthias Thumser, Klaus Neitmann. Band 14. 1480–1483. 2018/2019

Aufsätze und Artikel
- Christian Gahlbeck verfasste zahlreiche Aufsätze und Artikel, darunter 31 Beiträge im Brandenburgischen Klosterbuch.